# 5.º distrito congresional de Minnesota
El 5.º distrito congresional es un distrito congresional que elige a un Representante para la Cámara de Representantes de los Estados Unidos por el estado de Minnesota.  Según la Oficina del Censo, en 2011 el distrito tenía una población de 615 216 habitantes. Actualmente el distrito está representado por la Demócrata Ilhan Omar.

## Geografía
El 5.º distrito congresional se encuentra ubicado en las coordenadas 44°58′52″N 93°17′39″O / 44.98111, -93.29417.

## Demografía
Según la Oficina del Censo de los Estados Unidos, en 2011 había 615 216 personas residiendo en el 5.º distrito congresional. De los 615 216 habitantes, el distrito estaba compuesto por 462 843 (75.2%) blancos; de esos, 442 661 (72%) eran blancos no latinos o hispanos. Además 91 725 (14.9%) eran afroamericanos o negros, 8 257 (1.3%) eran nativos de Alaska o amerindios, 31 080 (5.1%) eran asiáticos, 226 (0%) eran nativos de Hawái o isleños del Pacífico, 18 047 (2.9%) eran de otras razas y 23 220 (3.8%) pertenecían a dos o más razas. Del total de la población 55 315 (9%) eran hispanos o latinos de cualquier raza; 38 043 (6.2%) eran de ascendencia mexicana, 2 262 (0.4%) puertorriqueña y 661 (0.1%) cubana. Además del inglés, 2 180 (7.8%) personas mayor a cinco años de edad hablaban español perfectamente.
El número total de hogares en el distrito era de 269 380, y el 49% eran familias en la cual el 23.1 tenían menores de 18 años de edad viviendo con ellos. De todas las familias viviendo en el distrito, solamente el 33.3% eran matrimonios. Del total de hogares en el distrito, el 6.5 eran parejas que no estaban casadas, mientras que el 1.5% eran parejas del mismo sexo. El promedio de personas por hogar era de 2.2. 
En 2011 los ingresos medios por hogar en el distrito congresional eran de US$50 677, y los ingresos medios por familia eran de US$88 057. Los hogares que no formaban una familia tenían unos ingresos de US$136 978. El salario promedio de tiempo completo para los hombres era de US$50 175 frente a los US$43 831 para las mujeres. La renta per cápita para el distrito era de US$30 592. Alrededor del 13.2% de la población estaban por debajo del umbral de pobreza.

## Resultados recientes de las elecciones estatales
| Año  | Cargo      | Resultado       | Resultado | Resultado   |
| Año  | Cargo      | Ganador         | Demócrata | Republicano |
| ---- | ---------- | --------------- | --------- | ----------- |
| 2000 | Presidente | Al Gore         | 63%       | 29%         |
| 2004 | Presidente | John Kerry      | 71%       | 28%         |
| 2008 | Presidente | Barack Obama    | 74%       | 24%         |
| 2012 | Presidente | Barack Obama    | 74%       | 24%         |
| 2012 | Senado     | Amy Klobuchar   | 79%       | 17%         |
| 2016 | Presidente | Hillary Clinton | 74%       | 19%         |
| 2018 | Senado     | Amy Klobuchar   | 81%       | 15%         |
| 2018 | Senado (E) | Tina Smith      | 77%       | 18%         |
| 2020 | Presidente | Joe Biden       | 80%       | 17%         |
| 2020 | Senado     | Tina Smith      | 73%       | 18%         |

## Lista de representantes del distrito
| Representante                         | Representante     | Representante                     | Partido                      | Inicio del mandato  | Fin del mandato                                  | Elecciones                                                            | Congreso                                    | Distrito  |
| ------------------------------------- | ----------------- | --------------------------------- | ---------------------------- | ------------------- | ------------------------------------------------ | --------------------------------------------------------------------- | ------------------------------------------- | --------- |
| Distrito creado el 4 de marzo de 1883 |                   |                                   |                              |                     |                                                  |                                                                       |                                             |           |
|                                       |                   | Knute Nelson (1843-1923)          | Republicano                  | 4 de marzo de 1883  | 3 de marzo de 1885 (1 año, 11 meses y 30 días)   | Elegido en 1882                                                       | 48.º                                        | 1883–1893 |
| Reelegido en 1884                     | 49.º              | Knute Nelson (1843-1923)          | Republicano                  | 4 de marzo de 1883  | 3 de marzo de 1885 (1 año, 11 meses y 30 días)   |                                                                       |                                             | 1883–1893 |
| Reelegido en 1886                     | 50.º              | Knute Nelson (1843-1923)          | Republicano                  | 4 de marzo de 1883  | 3 de marzo de 1885 (1 año, 11 meses y 30 días)   |                                                                       |                                             | 1883–1893 |
|                                       |                   | Solomon Comstock (1842-1933)      | Republicano                  | 4 de marzo de 1889  | 3 de marzo de 1891 (1 año, 11 meses y 30 días)   | Elegido en 1888                                                       | 51.º                                        | 1883–1893 |
|                                       |                   | Kittel Halvorson (1846-1936)      | Populista                    | 4 de marzo de 1891  | 3 de marzo de 1893 (1 año, 11 meses y 30 días)   | Elegido en 1890                                                       | 52.º                                        | 1883–1893 |
|                                       |                   | Loren Fletcher (1833-1919)        | Republicano                  | 4 de marzo de 1893  | 3 de marzo de 1903 (9 años, 11 meses y 30 días)  | Elegido en 1892.                                                      | 53.º                                        | 1893–1903 |
| Reelegido en 1894                     | 54.º              | Loren Fletcher (1833-1919)        | Republicano                  | 4 de marzo de 1893  | 3 de marzo de 1903 (9 años, 11 meses y 30 días)  |                                                                       |                                             | 1893–1903 |
| Reelegido en 1896                     | 55.º              | Loren Fletcher (1833-1919)        | Republicano                  | 4 de marzo de 1893  | 3 de marzo de 1903 (9 años, 11 meses y 30 días)  |                                                                       |                                             | 1893–1903 |
| Reelegido en 1898                     | 56.º              | Loren Fletcher (1833-1919)        | Republicano                  | 4 de marzo de 1893  | 3 de marzo de 1903 (9 años, 11 meses y 30 días)  |                                                                       |                                             | 1893–1903 |
| Reelegido en 1900                     | 57.º              | Loren Fletcher (1833-1919)        | Republicano                  | 4 de marzo de 1893  | 3 de marzo de 1903 (9 años, 11 meses y 30 días)  |                                                                       |                                             | 1893–1903 |
|                                       |                   | John Lind (1854-1930)             | Demócrata                    | 4 de marzo de 1903  | 3 de marzo de 1905 (1 año, 11 meses y 30 días)   | Elegido en 1902                                                       | 58.º                                        | 1903–1913 |
|                                       |                   | Loren Fletcher (1833-1919)        | Republicano                  | 4 de marzo de 1905  | 3 de marzo de 1907 (1 año, 11 meses y 30 días)   | Elegido en 1904                                                       | 59.º                                        | 1903–1913 |
|                                       |                   | Frank Nye (1852-1935)             | Republicano                  | 4 de marzo de 1907  | 3 de marzo de 1913 (5 años, 11 meses y 30 días)  | Elegido en 1906                                                       | 60.º                                        | 1903–1913 |
| Reelegido en 1908                     | 61.º              | Frank Nye (1852-1935)             | Republicano                  | 4 de marzo de 1907  | 3 de marzo de 1913 (5 años, 11 meses y 30 días)  |                                                                       |                                             | 1903–1913 |
| Reelegido en 1910                     | 62.º              | Frank Nye (1852-1935)             | Republicano                  | 4 de marzo de 1907  | 3 de marzo de 1913 (5 años, 11 meses y 30 días)  |                                                                       |                                             | 1903–1913 |
|                                       |                   | George Ross Smith (1864-1952)     | Republicano                  | 4 de marzo de 1913  | 3 de marzo de 1917 (3 años, 11 meses y 30 días)  | Elegido en 1912                                                       | 63.º                                        | 1913–1933 |
| Reelegido en 1914                     | 64.º              | George Ross Smith (1864-1952)     | Republicano                  | 4 de marzo de 1913  | 3 de marzo de 1917 (3 años, 11 meses y 30 días)  |                                                                       |                                             | 1913–1933 |
|                                       |                   | Ernest Lundeen (1878-1940)        | Republicano                  | 4 de marzo de 1917  | 3 de marzo de 1919 (1 año, 11 meses y 30 días)   | Elegido en 1916                                                       | 65.º                                        | 1913–1933 |
|                                       |                   | Walter Newton (1880-1941)         | Republicano                  | 4 de marzo de 1919  | 30 de junio de 1929 (10 años, 3 meses y 26 días) | Elegido en 1918                                                       | 66.º                                        | 1913–1933 |
| Reelegido en 1920                     | 67.º              | Walter Newton (1880-1941)         | Republicano                  | 4 de marzo de 1919  | 30 de junio de 1929 (10 años, 3 meses y 26 días) |                                                                       |                                             | 1913–1933 |
| Reelegido en 1922                     | 68.º              | Walter Newton (1880-1941)         | Republicano                  | 4 de marzo de 1919  | 30 de junio de 1929 (10 años, 3 meses y 26 días) |                                                                       |                                             | 1913–1933 |
| Reelegido en 1924                     | 69.º              | Walter Newton (1880-1941)         | Republicano                  | 4 de marzo de 1919  | 30 de junio de 1929 (10 años, 3 meses y 26 días) |                                                                       |                                             | 1913–1933 |
| Reelegido en 1926                     | 70.º              | Walter Newton (1880-1941)         | Republicano                  | 4 de marzo de 1919  | 30 de junio de 1929 (10 años, 3 meses y 26 días) |                                                                       |                                             | 1913–1933 |
| Reelegido en 1928                     | 71.º              | Walter Newton (1880-1941)         | Republicano                  | 4 de marzo de 1919  | 30 de junio de 1929 (10 años, 3 meses y 26 días) |                                                                       |                                             | 1913–1933 |
| Vacante                               | Vacante           | Vacante                           | Vacante                      | 30 de junio de 1929 | 17 de julio de 1929 (17 días)                    |                                                                       |                                             | 1913–1933 |
|                                       | 71.º              |                                   | William I. Nolan (1874-1943) | Republicano         | 17 de julio de 1929                              | 3 de marzo de 1933 (3 años, 7 meses y 17 días)                        | Elegido para finalizar el mandato de Newton | 1913–1933 |
| Reelegido en 1930                     | 72.º              |                                   | William I. Nolan (1874-1943) | Republicano         | 17 de julio de 1929                              | 3 de marzo de 1933 (3 años, 7 meses y 17 días)                        |                                             | 1913–1933 |
| Distrito inactivo                     | Distrito inactivo | Distrito inactivo                 | Distrito inactivo            | 4 de marzo de 1933  | 3 de enero de 1935 (1 año, 9 meses y 30 días)    | Todos los representantes elegidos at-large según una lista electoral. | 73.º                                        |           |
|                                       |                   | Theodore Christianson (1883-1948) | Republicano                  | 3 de enero de 1935  | 3 de enero de 1937 (2 años)                      | Redistribución del distrito at-large y reelegido en 1934.             | 74.º                                        | 1935–1943 |
|                                       |                   | Dewey Johnson (1899-1941)         | Agrario-Laborista            | 3 de enero de 1937  | 3 de enero de 1939 (2 años)                      | Elegido en 1936                                                       | 75.º                                        | 1935–1943 |
|                                       |                   | Oscar Youngdahl (1893-1946)       | Republicano                  | 3 de enero de 1939  | 3 de enero de 1943 (4 años)                      | Elegido en 1938                                                       | 76.º                                        | 1935–1943 |
| Reelegido en 1940                     | 77.º              | Oscar Youngdahl (1893-1946)       | Republicano                  | 3 de enero de 1939  | 3 de enero de 1943 (4 años)                      |                                                                       |                                             | 1935–1943 |
|                                       |                   | Walter Judd (1898-1994)           | Republicano                  | 3 de enero de 1943  | 3 de enero de 1963 (20 años)                     | Elegido en 1942                                                       | 78.º                                        | 1943–1953 |
| Reelegido en 1944                     | 79.º              | Walter Judd (1898-1994)           | Republicano                  | 3 de enero de 1943  | 3 de enero de 1963 (20 años)                     |                                                                       |                                             | 1943–1953 |
| Reelegido en 1946                     | 80.º              | Walter Judd (1898-1994)           | Republicano                  | 3 de enero de 1943  | 3 de enero de 1963 (20 años)                     |                                                                       |                                             | 1943–1953 |
| Reelegido en 1948                     | 81.º              | Walter Judd (1898-1994)           | Republicano                  | 3 de enero de 1943  | 3 de enero de 1963 (20 años)                     |                                                                       |                                             | 1943–1953 |
| Reelegido en 1950                     | 82.º              | Walter Judd (1898-1994)           | Republicano                  | 3 de enero de 1943  | 3 de enero de 1963 (20 años)                     |                                                                       |                                             | 1943–1953 |
| Reelegido en 1952                     | 83.º              | Walter Judd (1898-1994)           | Republicano                  | 3 de enero de 1943  | 3 de enero de 1963 (20 años)                     |                                                                       |                                             | 1943–1953 |
| Reelegido en 1954                     | 84.º              | Walter Judd (1898-1994)           | Republicano                  | 3 de enero de 1943  | 3 de enero de 1963 (20 años)                     | 1953–1963                                                             |                                             |           |
| Reelegido en 1956                     | 85.º              | Walter Judd (1898-1994)           | Republicano                  | 3 de enero de 1943  | 3 de enero de 1963 (20 años)                     | 1953–1963                                                             |                                             |           |
| Reelegido en 1958                     | 86.º              | Walter Judd (1898-1994)           | Republicano                  | 3 de enero de 1943  | 3 de enero de 1963 (20 años)                     | 1953–1963                                                             |                                             |           |
| Elegido en 1960                       | 87.º              | Walter Judd (1898-1994)           | Republicano                  | 3 de enero de 1943  | 3 de enero de 1963 (20 años)                     | 1953–1963                                                             |                                             |           |
|                                       |                   | Donald M. Fraser (1924-2019)      | Demócrata (DFL)              | 3 de enero de 1963  | 3 de enero de 1979 (16 años)                     | Elegido en 1962                                                       | 88.º                                        | 1963–1973 |
| Reelegido en 1964                     | 89.º              | Donald M. Fraser (1924-2019)      | Demócrata (DFL)              | 3 de enero de 1963  | 3 de enero de 1979 (16 años)                     |                                                                       |                                             | 1963–1973 |
| Reelegido en 1966                     | 90.º              | Donald M. Fraser (1924-2019)      | Demócrata (DFL)              | 3 de enero de 1963  | 3 de enero de 1979 (16 años)                     |                                                                       |                                             | 1963–1973 |
| Reelegido en 1968                     | 91.º              | Donald M. Fraser (1924-2019)      | Demócrata (DFL)              | 3 de enero de 1963  | 3 de enero de 1979 (16 años)                     |                                                                       |                                             | 1963–1973 |
| Reelegido en 1970                     | 92.º              | Donald M. Fraser (1924-2019)      | Demócrata (DFL)              | 3 de enero de 1963  | 3 de enero de 1979 (16 años)                     |                                                                       |                                             | 1963–1973 |
| Reelegido en 1972.                    | 93.º              | Donald M. Fraser (1924-2019)      | Demócrata (DFL)              | 3 de enero de 1963  | 3 de enero de 1979 (16 años)                     |                                                                       |                                             | 1963–1973 |
| Reelegido en 1974                     | 94.º              | Donald M. Fraser (1924-2019)      | Demócrata (DFL)              | 3 de enero de 1963  | 3 de enero de 1979 (16 años)                     | 1973–1983                                                             |                                             |           |
| Reelegido en 1976                     | 95.º              | Donald M. Fraser (1924-2019)      | Demócrata (DFL)              | 3 de enero de 1963  | 3 de enero de 1979 (16 años)                     | 1973–1983                                                             |                                             |           |
|                                       |                   | Martin Olav Sabo (1938-2016)      | Demócrata (DFL)              | 3 de enero de 1979  | 3 de enero de 2007 (28 años)                     | 1973–1983                                                             | Elegido en 1978                             | 96.º      |
| Reelegido en 1980                     | 97.º              | Martin Olav Sabo (1938-2016)      | Demócrata (DFL)              | 3 de enero de 1979  | 3 de enero de 2007 (28 años)                     | 1973–1983                                                             |                                             |           |
| Reelegido en 1982.                    | 98.º              | Martin Olav Sabo (1938-2016)      | Demócrata (DFL)              | 3 de enero de 1979  | 3 de enero de 2007 (28 años)                     | 1973–1983                                                             |                                             |           |
| Reelegido en 1984                     | 99.º              | Martin Olav Sabo (1938-2016)      | Demócrata (DFL)              | 3 de enero de 1979  | 3 de enero de 2007 (28 años)                     | 1983–1993                                                             |                                             |           |
| Reelegido en 1986                     | 100.º             | Martin Olav Sabo (1938-2016)      | Demócrata (DFL)              | 3 de enero de 1979  | 3 de enero de 2007 (28 años)                     | 1983–1993                                                             |                                             |           |
| Reelegido en 1988                     | 101.º             | Martin Olav Sabo (1938-2016)      | Demócrata (DFL)              | 3 de enero de 1979  | 3 de enero de 2007 (28 años)                     | 1983–1993                                                             |                                             |           |
| Reelegido en 1990                     | 102.º             | Martin Olav Sabo (1938-2016)      | Demócrata (DFL)              | 3 de enero de 1979  | 3 de enero de 2007 (28 años)                     | 1983–1993                                                             |                                             |           |
| Reelegido en 1992                     | 103.º             | Martin Olav Sabo (1938-2016)      | Demócrata (DFL)              | 3 de enero de 1979  | 3 de enero de 2007 (28 años)                     | 1983–1993                                                             |                                             |           |
| Reelegido en 1994                     | 104.º             | Martin Olav Sabo (1938-2016)      | Demócrata (DFL)              | 3 de enero de 1979  | 3 de enero de 2007 (28 años)                     | 1993–2003                                                             |                                             |           |
| Reelegido en 1996                     | 105.º             | Martin Olav Sabo (1938-2016)      | Demócrata (DFL)              | 3 de enero de 1979  | 3 de enero de 2007 (28 años)                     | 1993–2003                                                             |                                             |           |
| Reelegido en 1998                     | 106.º             | Martin Olav Sabo (1938-2016)      | Demócrata (DFL)              | 3 de enero de 1979  | 3 de enero de 2007 (28 años)                     | 1993–2003                                                             |                                             |           |
| Reelegido en 2000                     | 107.º             | Martin Olav Sabo (1938-2016)      | Demócrata (DFL)              | 3 de enero de 1979  | 3 de enero de 2007 (28 años)                     | 1993–2003                                                             |                                             |           |
| Reelegido en 2002                     | 108.º             | Martin Olav Sabo (1938-2016)      | Demócrata (DFL)              | 3 de enero de 1979  | 3 de enero de 2007 (28 años)                     | 1993–2003                                                             |                                             |           |
| Reelegido en 2004                     | 109.º             | Martin Olav Sabo (1938-2016)      | Demócrata (DFL)              | 3 de enero de 1979  | 3 de enero de 2007 (28 años)                     | 2003–2013                                                             |                                             |           |
|                                       |                   | Keith Ellison (1963-)             | Demócrata (DFL)              | 3 de enero de 2007  | 3 de enero de 2019 (12 años)                     | 2003–2013                                                             | Elegido en 2006                             | 110.º     |
| Reelegido en 2008                     | 111.º             | Keith Ellison (1963-)             | Demócrata (DFL)              | 3 de enero de 2007  | 3 de enero de 2019 (12 años)                     | 2003–2013                                                             |                                             |           |
| Reelegido en 2010                     | 112.º             | Keith Ellison (1963-)             | Demócrata (DFL)              | 3 de enero de 2007  | 3 de enero de 2019 (12 años)                     | 2003–2013                                                             |                                             |           |
| Reelegido en 2012                     | 113.º             | Keith Ellison (1963-)             | Demócrata (DFL)              | 3 de enero de 2007  | 3 de enero de 2019 (12 años)                     | 2003–2013                                                             |                                             |           |
| Reelegido en 2014                     | 114.º             | Keith Ellison (1963-)             | Demócrata (DFL)              | 3 de enero de 2007  | 3 de enero de 2019 (12 años)                     | 2013–2023                                                             |                                             |           |
| Reelegido en 2016                     | 115.º             | Keith Ellison (1963-)             | Demócrata (DFL)              | 3 de enero de 2007  | 3 de enero de 2019 (12 años)                     | 2013–2023                                                             |                                             |           |
|                                       |                   | Ilhan Omar (1982-)                | Demócrata (DFL)              | 3 de enero de 2019  | Presente (6 años, 2 meses y 5 días)              | 2013–2023                                                             | Elegida en 2018                             | 116.º     |
| Reelegida en 2020                     | 117.º             | Ilhan Omar (1982-)                | Demócrata (DFL)              | 3 de enero de 2019  | Presente (6 años, 2 meses y 5 días)              | 2013–2023                                                             |                                             |           |
| Reelegida en 2022                     | 118.º             | Ilhan Omar (1982-)                | Demócrata (DFL)              | 3 de enero de 2019  | Presente (6 años, 2 meses y 5 días)              | 2023–present                                                          |                                             |           |